# آندریاس تراوتمان
آندریاس تراوتمان (به آلمانی: Andreas Trautmann) بازیکن فوتبال و هافبک اهل آلمان شرقی بود که از سال ۱۹۸۳ میلادی عضو تیم ملی فوتبال آلمان شرقی بوده‌است. وی در ۱۴ بازی ملی حضور داشته و در بازی‌های ملی‌اش ۱ گل به ثمر رساند. آندریاس تراوتمان آخرین بازی ملی خود را در سال ۱۹۸۹ میلادی انجام داد.